# Broekhoven (Meerssen)
Broekhoven (Limburgs: Brookhaove) is een buurtschap ten noorden van Geulle in de gemeente Meerssen in de Nederlandse provincie Limburg. De buurtschap bestaat uit ongeveer vijftien boerderijen en huizen en ligt tussen de Maas en het Bunderbos, ingeklemd tussen het Julianakanaal en de spoorlijn Maastricht - Venlo. De naam Broekhoven betekent 'boerderijen in een moerassig gebied'. In Broekhoven begint de Slingerberg die naar de buurtschap Hussenberg leidt.
Door Broekhoven langs de Hussebeek. Op de hellingen ten oosten van de buurtschap ontspringen in het Bunderbos de Armsterbeek, het Bergzijpke en de Zandbeek.
Dorpen: Bunde · Geulle · Geulle aan de Maas · Meerssen · Moorveld · Rothem · Ulestraten

Buurtschappen en gehuchten: Broekhoven · Brommelen · Genzon · Groot Berghem · Hulsen · Humcoven · Hussenberg · Kasen · Klein Berghem · Oostbroek · Raar · Schietecoven · Snijdersberg · Stommeveld · Vliek · Voulwames · Waterval · Weert · Westbroek

Limburg: Steden en dorpen      Nederland: Provincies · Gemeenten